# Halichoeres melanochir
Halichoeres melanochir е вид бодлоперка от семейство Labridae. Видът не е застрашен от изчезване.

## Разпространение и местообитание
Разпространен е в Австралия, Виетнам, Индонезия, Камбоджа, Малайзия, Провинции в КНР, Сингапур, Тайван, Тайланд, Филипини и Япония.
Обитава океани, морета и рифове. Среща се на дълбочина от 2,5 до 25 m, при температура на водата от 10,5 до 28,4 °C и соленост 32,9 – 34,5 ‰.

## Описание
На дължина достигат до 18 cm.